# Marion Sigaut
Pour les articles homonymes, voir Vivier (homonymie).
Pour les articles homonymes, voir Sigaut.
Marion Sigaut, née le 2 juin 1950 à Paris, est une  femme de lettres et conférencière française.
Elle est cadre de Debout la République au début des années 2010, puis rejoint l'extrême droite, notamment en adhérant à l'association Égalité et Réconciliation. Elle a publié aux éditions Kontre Kulture des pamphlets critiques contre Voltaire et l'époque des Lumières, et elle intervient sur ce sujet dans plusieurs vidéos en ligne.

## Biographie

### Jeunesse et début de carrière: récits autobiographiques (1950-1994)
Selon ses différents écrits autobiographiques, dont elle a donné quelques éléments à l'occasion d'entretiens ou de conférences, Marion Sigaut a grandi à Clamart, en proche banlieue parisienne, dans une famille de tradition catholique, et fait ses études secondaires au lycée François-Villon à Paris.
En 1989, elle publie, par l'intermédiaire de Jeanne Charpentier, son premier livre Le Petit Coco chez l'éditrice Sylvie Messinguer. Elle y raconte son drame familial, qui l'oppose fortement à son père et la mène à renoncer à ses anciennes valeurs chrétiennes à l’occasion des événements de mai 68. Elle tente alors l'expérience du kibboutz et fait plusieurs voyages de quelques mois en Israël à partir de 1971. Quand elle n'est pas en Israël, elle travaille à l'époque comme secrétaire pour des maisons d'édition ou de presse.
En 1991, en pleine guerre du Golfe, son livre Les Deux Cœurs du monde : du kibboutz à l'Intifada est édité par Françoise Verny chez Flammarion. Elle y raconte son expérience israélienne, d'abord dans les kibboutz puis comme militante de la cause palestinienne.

### Écrits journalistiques sur des sujets contemporains (1994-1998)
En 1994, elle consacre un nouvel ouvrage à la question israélienne, et particulièrement à celle de l'immigration de milliers de juifs russes en Israël, afin d'y former une nouvelle communauté. Il s'agit de Russes errants sans terre promise publié chez L'Harmattan, romancé mais basé sur des témoignages réels. L'ouvrage est notamment recensé par l'universitaire Nicole Beaurain comme un « livre reportage dont la lecture est passionnante » sur « un aspect mal connu d'Israël : les conditions d'intégration des Juifs russes ». Selon la sociologue, l'auteur « connaît bien Israël et avoue éprouver une passion pour ce pays et les peuples qui y vivent ». Le livre est cité par le journaliste et militant pacifiste Michel Warschawski dans un ouvrage à propos du conflit israélo-palestinien, prônant la paix et l'égalité des droits.
Par la suite, au milieu des années 1990, Marion Sigaut collabore avec le Comité catholique contre la faim et pour le développement pour lequel elle écrit trois ouvrages de type journalistique : Libres femmes de Palestine, sur l'invention d'un nouveau système de santé en Palestine, La Terre promise aux Sud-Africains sur les laissés pour compte après l'apartheid, et enfin Mansour Kardosh : un juste à Nazareth, biographie d'un militant arabe israélien pour lequel elle obtient le 26e prix Palestine - Mahmoud Hamchari 1998. Le premier et le dernier de ces trois ouvrages font partie d'une « bibliographie sélective et bilingue d’ouvrages et d’articles consacrée au processus de paix qui a conduit à la signature de l’accord Gaza-Jéricho, et à l’émergence d’une situation nouvelle avec la création des Territoires autonomes palestiniens » constituée par l'Institut du monde arabe en 1998.

### Recherches sur l'histoire duXVIIIesiècle en France (depuis 1998)
À partir de cette période, elle s'intéresse à des affaires d'enlèvements d'enfants perpétrés à Paris sous le règne de Louis XV. En 2001, avec pour objectif de faire des recherches approfondies sur la question, elle reprend ses études d'histoire. En 2005, elle obtient un diplôme de troisième cycle universitaire français  à l'université Paris-VII en validant un diplôme d'études approfondies (DEA) grâce à un mémoire conduit sous la direction de Florence Gauthier et portant sur Les enfants de l'Hôpital de France au XVIIIe siècle. En 2008, en prolongement de ce mémoire, Marion Sigaut publie La Marche rouge : les enfants perdus de l'Hôpital général, qui raconte, sur fond de soulèvement sanglant de parents indignés, sa découverte d'une série d'événements liés à l'Hôpital général de Paris, institution laïque et dévote qui a couvert un gigantesque trafic pédocriminel d'enfants pauvres.
En décembre 2010 paraît Le Mystère du tableau de David, essai historique autour de la disparition du tableau Les Derniers Moments de Michel Lepeletier. À partir des travaux d'Arnaud de Lestapis, l’auteur avance que l’enquête diligentée par la Convention pour retrouver l’assassin de Louis-Michel Lepeletier de Saint-Fargeau masque en fait un secret d’État. Elle fait également une critique du plan national d’éducation rédigé par ce même Lepeletier, plan qui fut applaudi notamment par Robespierre et qu’elle décrit comme un programme totalitaire de travaux forcés des enfants de la République. L'ouvrage est recensé par l'historien Marcel Dorigny, dans la revue spécialisée Dix-huitième siècle, qui décrit une « lecture très conservatrice » du plan de Lepeletier.
En mars 2010 elle publie un roman historique chez Jacqueline Chambon, Mourir à l’ombre des Lumières : l’énigme Damiens, sur Robert François Damiens. Elle publie en 2014 De la centralisation monarchique à la révolution bourgeoise, une série d'articles de vulgarisation historique sur l'absolutisme royal et ses opposants[réf. souhaitée].
Elle est par ailleurs présidente depuis 2011 de l’association du musée Colette de Saint-Sauveur-en-Puisaye.

## Parcours politique
Aux élections législatives de 1986, elle est candidate sur une liste troskiste lambertiste[source secondaire souhaitée].
Lors des élections législatives de 2012, elle est candidate dans la première circonscription de l'Yonne ; investie par Debout la République (DLR) et étiquetée divers droite par le ministère de l'Intérieur, elle recueille 1,18 % des voix,,. Cette même année, elle devient déléguée nationale à la Vitalité de la langue française au sein de DLR,. Elle est membre du bureau national du parti.
Conspiracy Watch la présente en 2013 comme une personnalité de « la complosphère francophone » en avançant que son « courage » est salué par Étienne Chouard, que Dieudonné « l'accueille dans son théâtre » et qu'Alain Soral « assure la promotion de ses écrits et de ses vidéos ».
Proche d'Alain Soral, elle est membre de son mouvement Égalité et Réconciliation (E&R) et, selon le journaliste Frédéric Haziza, l'une de ses dirigeantes. En février 2014, Éric Zemmour est accusé de reprendre son argumentaire au sujet de l'enseignement de la « théorie du genre » et de la sexualité à l'école. Elle est également désignée comme « l’une des réactionnaires du moment » par Najat Vallaud-Belkacem, porte-parole du gouvernement. Nicolas Dupont-Aignan assure alors qu'elle n'est plus membre de son parti après qu'il lui a demandé en mai 2013, soit un mois après avoir connu ses responsabilités dans l'association d'Alain Soral, de faire un choix en raison de l'interdiction de la « double appartenance » au sein de DLR ; il prend également sa défense, assurant qu'« elle n’a jamais eu la moindre pensée antisémite ou xénophobe »,. Dans le même temps, Marion Sigaut indique qu'elle est encore membre de DLR.
Le 13 janvier 2017, elle est entartée au cours d'une de ses conférences à Espinas, où elle était invitée par le curé de Saint-Antonin-Noble-Val ; entre-temps, le maire de Verfeil avait refusé de prêter une salle aux organisateurs. En mai 2017, l'une de ses conférences, prévue pour être organisée à la basilique-cathédrale Marie-Reine-du-Monde de Montréal par l'Association des parents catholiques du Québec, doit se replier vers une salle d'hôtel du centre-ville après une intervention des autorités catholiques ; la conférence est aussi annoncée sur le site de l'archevêché de Montréal, avant d'en disparaître quelques jours avant sa tenue.
En mars 2017, elle participe au premier meeting de Civitas organisé à l'occasion de sa « Fête du pays réel », en présence de Jean-Marie Le Pen à qui elle confie avoir « dédicacé [son] livre à [sa] petite-fille Marion », estimant qu'« elle serait idéale ». Entre les deux tours de l'élection présidentielle de 2017, elle félicite Nicolas Dupont-Aignan pour son alliance avec Marine Le Pen.
Marion Sigaut semble convaincue de l'existence d'un « plan mondialiste de destruction de l’enfance et de la famille » (qui est aussi le titre d'une de ses conférences pour la section lilloise d'Égalité & Réconciliation). À l'occasion de la rentrée des classes de 2018 elle lance un « appel à la résistance » et demande aux lecteurs de son blogue de manifester contre la « légalisation de la pédophilie », l'« éducation sexuelle à l’école » et l'« obligation vaccinale ». Lors de la pandémie de Covid-19, elle propage des théories complotistes à ce sujet.

## Prix
Elle a reçu le 26e prix Palestine - Mahmoud Hamchari 1998 pour son ouvrage Mansour Kardosh, un juste à Nazareth.

## Ouvrages
- Marion Sigaut, Le Petit Coco, Paris, Sylvie Messinger, 1989, 220 p. (ISBN 2-86583-141-8). Récit autobiographique.
- Les Deux Cœurs du monde, du kibboutz à l’Intifada, Flammarion, 1991, réédition en 2012 chez Kontre Kulture  (ISBN 9782953988055) Récit autobiographique romancé. Traduction en allemand, Das Herz Zweier Welten, Goldmann Verlag, Munich, 1992.
- Russes errants sans terre promise, L’Harmattan, 1994. Récit sur l'errance de couples mixtes entre Israël et l'empire soviétique en décomposition.
- Libres Femmes de Palestine, éditions de l’Atelier, 1996. L'invention d'un système de santé pour les plus pauvres.
- Mansour Kardosh, un juste à Nazareth, éditions de l’Atelier, 1997. Biographie d’un des premiers combattants pacifiques palestiniens, meunier à Nazareth.

- La Terre promise aux Sud-Africains, éditions de l’Atelier, 1999.Récit du combat des laissés-pour-compte après l’abolition de l’apartheid.
- La Marche rouge, les enfants perdus de l'Hôpital général, Paris, Jacqueline Chambon ; Arles, Actes Sud, 2008.  (ISBN 9782742774777)
- Mourir à l'ombre des Lumières, l’énigme Damiens, Arles, Actes Sud, 2010.  (ISBN 9782742790159)
- Le Mystère du tableau de David, Dijon, Éditions de Bourgogne, 2010.  (ISBN 9782902650248)
- De la Centralisation monarchique à la Révolution bourgeoise - L'Absolutisme royal et ses opposants, Kontre Kulture, 2014.
- La Chasse aux Sorcières et l'Inquisition, Kontre Kulture, 2014.
- Dominique Cartouche, la véritable histoire, en collaboration avec Loïc Sergeat, Kontre Kulture, 2014
- Voltaire - Une imposture au service des puissants, Kontre Kulture, 2014
- Damiens, la véritable histoire, en collaboration avec Loïc Sergeat, Kontre Kulture, 2015
- La mort du Roi et les secrets de saint Fargeau, Kontre Kulture, 2015
- Avec Alain Escada, Foi de dissidente, Civitas, 2016.
- Préface de Sous la Révolution, par G. Lenotre, collection « La Révolution française », Éditions Degorce, Munster, 2017.
- Les Droits sexuels ou la Fin programmée de l'enfance et de la famille (préf. Jean-Michel Vernochet), Alfortville, Sigest, 2017, 167 p.  (ISBN 978-2-917329-97-9).
- De l'amour et du crime : Du sexe et des enfants, Alfortville, Sigest, 2020, 100 p.  (ISBN 978-2-37604-037-8).

## Discographie
- Chanter la France, avec l'accompagnement musical de Fabrice Eulry, 2023[28].